# Чемпионат Ирана по футболу

Логотип лиги с 2006 по 2014 год.

Про-ли́га Перси́дского зали́ва (перс. لیگ برتر خلیج فارس‎), также называется Ира́нской Про-ли́гой (ИПЛ) (перс. لیگ برتر فوتبال ایران‎) — высший по уровню дивизион системы футбольных лиг Ирана, в котором участвуют 16 футбольных клубов страны. Был основан в 1970 году (до этого в Иране не было официальной футбольной лиги) под названием Кубок Тахте Джамшид. В 1979 году после исламской революции в Иране и последующей ирано-иракской войны, Кубок Тахте Джамшид фактически перестал проводиться и впоследствии был упразднён. В 1991 году была создана Лига Азадеган, которая стала высшим футбольным дивизионом Ирана. В 2001 году была создана Про-лига, которая стала высшим футбольным дивизионом страны, а в 2006 году она была переименована в Кубок Персидского залива, а в 2014 году в Про-лигу Персидского залива.

## История
Начиная с 1973 года, в Иране проводился национальный чемпионат под названием «Кубок Джамшида». Однако сезон 1978/79 не был доигран из-за исламской революции, а начавшаяся в 1980 году ирано-иракская война сделала невозможным проведение национального чемпионата ещё на протяжении 10 лет. Чемпионат был возобновлён в сезоне 1989/90 под названием «Лига Кодс». Начиная с 1992 года, турнир в высшем дивизионе проводился под названием «Лига Азадеган», а с 2001 года — «Про Лига» (название «Азадеган» перешло к первому дивизиону).
По состоянию на 2022 год доход от национальных телетрансляций составлял около 3,5 млн ф. с., которые распределяются между клубами лиги и по другим видам спорта.

## Регламент
В настоящее время в Про-лиге Персидского залива участвуют 16 клубов. Лига проводится по системе осень-весна, и длится с августа по май, в двухкруговой системе (30 туров), то есть каждая команда сыграет с остальными участниками по два матча, дома и в гостях. Команды получают три очка за победу и одно очко за ничью, ноль очков за проигрыш. Клубы ранжируются по сумме очков, а также по разнице забитых и пропущенных мячей.
По итогам сезона, клуб с наибольшим количеством очков занимает первое место и становится чемпионом сезона, а вторые и третьи команды получают соответственно серебряные и бронзовые медали. Также по итогам сезона три худших клуба, занявшие 14-е, 15-е и 16-е места, вылетают в Лигу Азадеган, где будут участвовать в следующем сезоне, а три лучшие команды Лиги Азадеган получают путёвки в следующий сезон Про-лиги Персидского залива.

### Путёвки в международные соревнования
По состоянию на 2017 год, чемпион сезона Про-лиги Персидского залива, а также серебряный призёр и обладатель Кубка Хазфи (Кубка Ирана) автоматически получают места в групповом этапе Лиги чемпионов АФК следующего сезона, а бронзовый призёр Про-лиги Персидского залива получает право участвовать в раунде плей-офф отборочного этапа Лиги чемпионов АФК. Если победителем Кубка Хазфи станет одна из трёх лучших команд сезона, то четвёртой командой, участвующей в раунде плей-офф, станет четвёртая команда лиги. Клубы Ирана не участвуют в Кубке АФК (второй по уровню клубный турнир Азии), так как в нём участвуют клубы так называемых развивающихся в футбольном отношении стран-членов АФК, а не развитых.

## Список чемпионов
За всю историю проведения чемпионата Ирана большую часть турниров выиграли три тегеранские команды: «Персеполис», «Эстегляль» (до 1979 года выступал под названием «Тадж») и «ПАС» (с 2008 года клуб представляет Хамадан).
| Сезон               | Чемпион            | Второе место      | Третье место      |
| ------------------- | ------------------ | ----------------- | ----------------- |
| Локал Лига          |                    |                   |                   |
| 1970/1971           | Тадж               | ПАС               | Тадж Абадан       |
| 1971/1972           | Персеполис         | ПАС               | Тадж              |
| Кубок Тахте Джамшид |                    |                   |                   |
| 1973/1974           | Персеполис         | Тадж              | ПАС               |
| 1974/1975           | Тадж               | Персеполис        | Хома              |
| 1975/1976           | Персеполис         | Хома              | Тадж              |
| 1976/1977           | ПАС                | Персеполис        | Шахбаз            |
| 1977/1978           | ПАС                | Персеполис        | Малаван           |
| 1978-1989           | -                  | -                 | -                 |
| Лига Кодс           |                    |                   |                   |
| 1989/1990           | Эстегляль Тегеран  | Персеполис        | Малаван           |
| 1990/1991           | -                  | -                 | -                 |
| Лига Азадеган       |                    |                   |                   |
| 1991/1992           | ПАС                | Эстеглаль Тегеран | Персеполис        |
| 1992/1993           | ПАС                | Персеполис        | Трактор Сази      |
| 1993/1994           | Сайпа              | Персеполис        | Джонуб            |
| 1994/1995           | Сайпа              | Эстеглаль Тегеран | Персеполис        |
| 1995/1996           | Персеполис         | Бахман            | Эстеглаль Тегеран |
| 1996/1997           | Персеполис         | Бахман            | Сепахан           |
| 1997/1998           | Эстеглаль Тегеран  | ПАС               | Зоб Ахан          |
| 1998/1999           | Персеполис         | Эстеглаль Тегеран | Сепахан           |
| 1999/2000           | Персеполис         | Эстеглаль Тегеран | Фаджр             |
| 2000/2001           | Эстеглаль Тегеран  | Персеполис        | Сайпа             |
| Про-лига            |                    |                   |                   |
| 2001/2002           | Персеполис         | Эстеглаль Тегеран | Фулад             |
| 2002/2003           | Сепахан            | ПАС               | Персеполис        |
| 2003/2004           | ПАС                | Эстеглаль Тегеран | Фулад             |
| 2004/2005           | Фулад              | Зоб Ахан          | Эстеглаль Тегеран |
| 2005/2006           | Эстеглаль Тегеран  | ПАС               | Сайпа             |
| 2006/2007           | Сайпа              | Эстеглаль Ахваз   | Персеполис        |
| 2007/2008           | Персеполис         | Сепахан           | Саба Ком          |
| 2008/2009           | Эстеглаль Тегеран  | Зоб Ахан          | Мес               |
| 2009/2010           | Сепахан            | Зоб Ахан          | Эстеглаль Тегеран |
| 2010/2011           | Сепахан            | Эстеглаль Тегеран | Зоб Ахан          |
| 2011/2012           | Сепахан            | Трактор Сази      | Эстеглаль Тегеран |
| 2012/2013           | Эстеглаль Тегеран  | Трактор Сази      | Сепахан           |
| 2013/2014           | Фулад              | Персеполис        | Нафт Тегеран      |
| 2014/2015           | Сепахан            | Трактор Сази      | Нафт Тегеран      |
| 2015/2016           | Эстеглаль Хузестан | Персеполис        | Эстеглаль Тегеран |
| 2016/2017           | Персеполис         | Эстеглаль Тегеран | Трактор Сази      |
| 2017/2018           | Персеполис         | Зоб Ахан          | Эстеглаль Тегеран |
| 2018/2019           | Персеполис         | Сепахан           | Эстеглаль Тегеран |
| 2019/2020           | Персеполис         | Эстеглаль Тегеран | Фулад             |
| 2020/2021           | Персеполис         | Сепахан           | Эстеглаль Тегеран |
| 2021/2022           | Эстеглаль Тегеран  | Персеполис        | Сепахан           |
| 2022/2023           | Персеполис         | Сепахан           | Эстеглаль Тегеран |
| 2023/2024           | Персеполис         | Эстеглаль Тегеран | Сепахан           |
| 2024/2025           | Трактор            |                   |                   |

## Коммерция лиги

### Генеральные спонсоры
Как и лиги других развитых стран, высшая по уровню футбольная лига Ирана также имеет своего основного титульного (генерального) спонсора, а также других рядовых спонсоров. Генеральное спонсорство лиги существует с 2005 года. До этого у лиги не было главного спонсора. Клубы-участники Про-лиги Персидского залива получают от генеральных спонсоров лиги примерно 15 % своего ежесезонного дохода.
| Период     | Титульный спонсор |
| ---------- | ----------------- |
| до 2005    | нет               |
| 2005—2007  | Zamzam            |
| 2007—2009  | Padideh News      |
| 2009—2014  | Irancell          |
| 2014—2016  | Sun Star          |
| 2016—н. в. | Fanap             |

### Телевизионные трансляции
Матчи Про-лиги Персидского залива транслируют три государственных общенациональных телеканала Ирана, принадлежащие IRIB. Это: IRIB Varzesh, IRIB TV3, Jame Jam TV. Трансляции матчей также ведут региональные телеканалы IRIB, команды которых участвуют в Про-лиге. Телевизионные трансляции являются важной частью прибыли Про-лигой, контракты с телеканалами составляют более 95 миллионов долларов США.